# Волынцы (Кормянский район)
Волынцы (бел. Валынцы) — деревня в Коротьковском сельсовете Кормянского района Гомельской области Беларуси.
Рядом Струменьский ботанический заказник.

## География

### Расположение
В 20 км на северо-восток от Кормы, в 76 км от железнодорожной станции Рогачёв (на линии Могилёв — Жлобин), в 130 км от Гомеля.

### Гидрография
На реке Кляпинка (приток реки Сож).

## Транспортная сеть
Транспортные связи по просёлочной, затем по автодорогам, которые отходят от Кормы. Планировка состоит из дугообразной, ориентированной с юго-востока на северо-запад улицы, которая на юге пересекается дугообразной короткой улицей, ориентированной почти меридионально. Застроена двусторонне деревянными домами усадебного типа.

## История
В 3,5 км на севере от деревни находится поселение и курганный могильник (38 насыпей). Согласно письменным источникам известна с XVI века как селение в Речицком повете Минского воеводства Великого княжества Литовского. После 1-го раздела Речи Посполитой (1772 год) в составе Российской империи, в Рогачёвском уезде Могилёвской губернии.
К 1910 году века - в составе Ново-Ельнянской волости Чериковском уезда той же губернии.
С 20 августа 1924 года центр Волынецкого сельсовета Кормянского, с 25 декабря 1962 года Рогачёвского, с 6 января 1965 года Чечерского, с 30 июля 1966 года Кормянского районов, с 20 февраля 1938 года в Гомельской области. В 1930 году организован колхоз «Волна революции», работала кузница. С 15 июля 1935 года по 27 сентября 1938 года местечко. Во время Великой Отечественной войны действовала подпольная патриотическая группа (руководители Т. И. Абатурова, затем В. Е. Павлова). Оккупанты сожгли деревню. В боях за деревню и окрестности погибли 168 советских солдат и партизан (похоронены в братской могиле на северной окраине, около школы). С 1960 года работает Волынецкое лесничество. В 1970 году центр подсобного хозяйства «Волынцы» районного объединения «Сельхозхимия», действовали клуб, библиотека, фельдшерско-акушерский и ветеринарный пункты, отделение связи, магазин. До 31 октября 2006 года в составе Волынецкого сельсовета.

## Население

### Численность
- 2004 год — 75 хозяйств, 198 жителей.

### Динамика
- 1959 год — 340 жителей (согласно переписи).
- 1970 год — 168 дворов, 535 жителей.
- 2004 год — 75 хозяйств, 198 жителей.

## Достопримечательность
- Братская могила воинов, погибших в годы войны.